# Luna 23
Luna 23 fu un lander inviato sulla Luna dall'URSS con l'intenzione di raccogliere e inviare sulla Terra dei campioni di suolo lunare.

## La missione
Luna 23 fu lanciata il 28 ottobre del 1974 alle 14:30:32 UTC tramite un razzo vettore Proton, dopo una correzione di rotta effettuata il 31 ottobre, la sonda entrò in orbita lunare il 2 novembre 1974. Dopo diverse correzioni orbitali, iniziò la discesa verso la Luna il 6 novembre e toccò terra nel Mare Crisium alle coordinate 13° nord e 62° est.
Lo scopo principale della missione era il prelievo di una carota di terreno lunare molto più grande rispetto a quelle prelevate da Luna 16 e Luna 20. Infatti la profondità raggiunta precedentemente si fissava sui 30 centimetri, mentre Luna 23 avrebbe dovuto scavare fino a 2,5 metri di profondità. Il trapano che avrebbe dovuto eseguire l'operazione però si danneggiò durante l'atterraggio a causa del terreno "non favorevole".
I tecnici a terra poterono solo ricevere dati scientifici limitati dal lander che smise di funzionare tre giorni dopo l'allunaggio.

Nel 1976, Luna 24 atterrò a pochi metri da Luna 23 e riuscì con successo a spedire campioni lunari sulla terra.